# Masarykova chata
Masarykova Chata – górskie schronisko turystyczne w Czechach, w Górach Orlickich.

## Położenie
Schronisko położone jest w kraju kralovohradeckim, na zachód od Zieleńca, poniżej grzbietu Gór Orlickich, na południowo-wschodnim zboczu Šerlicha, na rozległej odsłoniętej polanie, na wysokości (1013 m n.p.m.) przy granicy państwowej z Polską. Szlakiem odchodzącym ze schroniska – kilkaset metrów po widocznej ścieżce – dojście do wyciągu, którym można zjechać, bądź po stoku narciarskim zejść do Zieleńca.

## Historia schroniska
Schronisko zostało zbudowane przez Klub Czechosłowackich Turystów z Hradca Králové w latach 1924–25. Uroczystego otwarcia schroniska z nadaniem nazwy dokonano 27 września 1925 roku. Uczczono w ten sposób 75. urodziny pierwszego prezydenta Czechosłowacji Tomáša Masaryka. Dziesięć lat później, 8 września 1935 roku, odsłonięto przed schroniskiem popiersie prezydenta Masaryka. Wnętrza budynku są stylowe. Największą atrakcją schroniska jest duża sala jadalna ze stojącym pośrodku drewnianym słupem z dwoma reliefami. Jeden z nich przedstawia literę "G" i czeskiego lwa, symbolizującego herb Hradca Kralove. Na jednej ze ścian wisi pod sufitem rzeźba ducha Gór Orlickich (Rampušáka) z 1941 roku. Przeciwległy zakątek sali jadalnej zdobi ogromny portret prezydenta Masaryka.

## Turystyka
Schronisko położone jest przy szlakach turystycznych:
- Taszów – Olešnice v Orlických horách – Šerlišský Mlýn – Masarykova chata – Zieleniec,
- z Olešnice v Orlických horách na najwyższe szczyty Gór Orlickich: Wielką Desztnę czes.Velká Deštná i Małą Desztnę czes.Malá Deštná.

W pobliżu schroniska znajduje się punkt widokowy z panoramą na Góry Bystrzyckie, Masyw Śnieżnika, południowo-wschodnią część Gór Orlickich z Wielką Desztną czes.Velká Deštná.